# Dunlop Cry Baby

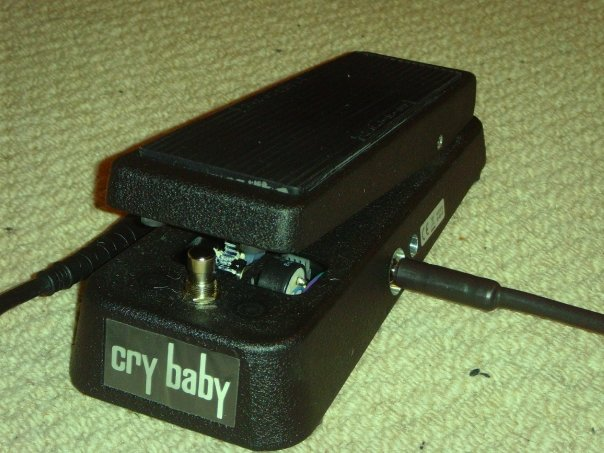
Dunlop Cry Baby

Jim Dunlops Cry Baby är en wah-wah-pedal tillverkad av Dunlop Manufacturing.